# Сан-Бенту (футбольний клуб)
«Сан-Бенту» (порт. São Bento) — бразильський футбольний клуб, який базується в місті Сорокаба, штат Сан-Паулу. Заснований 14 вересня 1913 року.